# Locked Up
"Locked Up" é uma canção do cantor de hip hop senegalês Akon. É a primeira faixa como também o primeiro single do álbum de estréia Trouble, sendo lançado como single em 13 de abril de 2004, contendo também uma versão remixada.

"Locked Up" é um registro da rua. Eu pensei que era o lugar para nós começar a ter uma base de fãs, sabendo que tínhamos um registro como "Lonely", que foi mais comercial, para segui-lo".

— Knobody 
A canção chegou ao "Top 10", tanto nos Estados Unidos quanto no Reino Unido. Alcançou a poisção de número #4 no UK Singles Chart e #8 no Billboard Hot 100.
A canção relata supostos problemas de Akon com a lei, somente o protagonista é um traficante de drogas. No vídeo, Akon é preso após ser flagrado recebendo uma droga fora de uma lavanderia de "Undercovers vestido como demônios". Após ser preso, ele descreve o que uma prisão mau lugar é, ao contrário da ideia que a prisão torna difícil, uma ideia popularizado por rappers.

## Faixas
| N.º | Título                                     | Duração |  |
| 1.  | "Locked Up" (Versão do Álbum)              | 3:56    |  |
| 2.  | "Locked Up (Remix)" (Feat. Styles P)       | 3:50    |  |
| 3.  | "Locked Up (Remix)" (Feat. Styles P & Taz) | 3:48    |  |
| 4.  | "Locked Up" (Video)                        |         |  |

## Paradas e posições
| Paradas (2004)                               | Melhor posição |
| -------------------------------------------- | -------------- |
| Áustria - Ö3 Austria Top 40                  | 64             |
| Bélgica - Ultratop 40 (Valônia)              | 26             |
| França - SNEP                                | 12             |
| Alemanha - Media Control Charts              | 15             |
| Irlanda - IRMA                               | 10             |
| Países Baixos - Mega Top 50                  | 71             |
| Espanha - PROMUSICAE                         | 19             |
| Suíça - 'Swiss Singles Chart                 | 19             |
| Reino Unido - 'UK Singles Chart              | 5              |
| Estados Unidos - Billboard Hot 100           | 8              |
| Estados Unidos - Billboard R&B/Hip Hop Songs | 6              |
| Estados Unidos - Billboard Pop Songs         | 29             |

"Locked Up" também é o episódio duplo de Victorious